# Eric Gustafson
Eric Gustafson, ibland Eric Gustafsson, född 27 maj 1897 i Växjö, död 9 april 1981 i Oscars församling, Stockholm, var en svensk skådespelare, sångare  och tecknare.

## Biografi
Gustafson, som var son till källarmästaren Sven August Gustafsson och Anna Hansen, han växte upp i Kalmar. Han medverkade både i revyer och operetter. Han debuterade i Karl Gerhards revy Svart eller vitt i Västerås 1919 och knöts 1920 till Folkteatern. Gustafsson spelade senare även i revyer hos Anders Sandrew, Ernst Rolf, Kar de Mumma och Nils Poppe. Hans mest kända nummer torde vara kupletten Kom, kom, kom till smörgåsbordet. Han filmdebuterade 1920 i Victor Sjöströms Karin Ingmarsdotter och medverkade i ytterligare ett 70-tal filmer i mindre roller fram till 1979. Han utvecklade en betydande tecknartalang som han effektfullt demonstrerade som snabbtecknare från teaterscenen. Hans teckningar består till största delen av karikatyrer.
Han var från 1932 gift med Astrid Skogh  och från 1977 till sin död med Birgit Rosengren. Eric Gustafson är gravsatt i minneslunden på Norra begravningsplatsen utanför Stockholm.

## Filmografi
- 1920 – Karin Ingmarsdotter
- 1921 – Cirkus Bimbini
- 1924 – 33.333
- 1925 – Hennes lilla majestät
- 1925 – Karl XII del II
- 1925 – Kalle Utter
- 1927 – Hans engelska fru
- 1928 – Synd
- 1929 – Ville Andesons äventyr
- 1929 – Säg det i toner
- 1930 – Ulla, min Ulla
- 1931 – Skepp ohoj!
- 1931 – Dantes mysterier
- 1931 – Brokiga blad
- 1932 – Två hjärtan och en skuta
- 1932 – Ett skepp kommer lastat
- 1932 – Landskamp
- 1933 – Halta Lena och vindögde Per
- 1933 – Flickan från varuhuset
- 1934 – Fasters millioner
- 1934 – Hon eller ingen
- 1934 – Karl Fredrik regerar
- 1934 – En bröllopsnatt på Stjärnehov
- 1935 – Under falsk flagg
- 1936 – Ä' vi gifta?
- 1936 – Våran pojke
- 1936 – På Solsidan
- 1936 – Annonsera
- 1937 – Ryska snuvan
- 1937 – En flicka kommer till sta'n
- 1938 – Julia jubilerar
- 1938 – Du gamla du fria
- 1939 – Kadettkamrater
- 1940 – Lillebror och jag
- 1940 – Beredskapspojkar
- 1940 – Frestelse
- 1941 – Dunungen
- 1941 – Tåget går klockan 9
- 1941 – Lärarinna på vift
- 1943 – En melodi om våren
- 1943 – En flicka för mej
- 1944 – Den heliga lögnen
- 1944 – Kejsarn av Portugallien
- 1944 – En dotter född
- 1945 – Bröderna Östermans huskors
- 1945 – Rattens musketörer
- 1946 – Rötägg
- 1946 – Onsdagsväninnan
- 1946 – Hotell Kåkbrinken
- 1946 – Bröllopet på Solö
- 1947 – 91:an Karlssons permis
- 1947 – Sången om Stockholm
- 1948 – Marknadsafton
- 1948 – Textilarna
- 1948 – Kärlek, solsken och sång
- 1949 – Sven Tusan
- 1949 – Hur tokigt som helst
- 1950 – Fästmö uthyres
- 1950 – Södrans revy
- 1951 – Greve Svensson
- 1951 – Spöke på semester
- 1951 – Leva på "Hoppet"
- 1952 – Kalle Karlsson från Jularbo
- 1953 – I dur och skur
- 1953 – Folket i fält
- 1953 – Gycklarnas afton
- 1954 – I rök och dans
- 1954 – Flicka med melodi
- 1954 – Aldrig med min kofot eller Drömtjuven
- 1954 – Hjälpsamma herrn
- 1955 – Het är min längtan
- 1955 – Älskling på vågen
- 1956 – Suss gott
- 1957 – Klarar Bananen Biffen?
- 1957 – Med glorian på sned
- 1959 – Paria
- 1964 – Svenska bilder
- 1964 – Åsa-Nisse i popform
- 1964 – Tre dar på luffen
- 1965 – Bödeln
- 1965 – För vänskaps skull
- 1965 – Åsa-Nisse slår till
- 1965 – Salta gubbar och sextanter
- 1966 – Åsa-Nisse i raketform
- 1968 – Sarons ros och gubbarna i Knohult
- 1968 – En dåres dagbok (kortfilm)
- 1970 – Röda rummet (TV-serie)
- 1972 – Barnen i Höjden (TV-serie)
- 1979 – I frid och värdighet

## Teater

### Roller (ej komplett)
| År   | Roll                        | Produktion                                                                      | Regi              | Teater                 |
| ---- | --------------------------- | ------------------------------------------------------------------------------- | ----------------- | ---------------------- |
| 1920 |                             | Hennes lilla majestät Paul Lanzinger                                            |                   | Folkteatern            |
| 1922 | Medverkande                 | Med Folkan för fosterlandet, revy Karl-Ewert och G.V. Nordensvan                | Hjalmar Peters    | Folkteatern            |
| 1930 | Per Haglund                 | Sympatiska Simon Fridolf Rhudin och Henning Ohlsson                             | Nils Johannisson  | Vasateatern            |
| 1931 | Per Haglund                 | Sympatiska Simon Fridolf Rhudin och Henning Ohlson                              | Fridolf Rhudin    | Södra Teatern          |
| 1931 |                             | Trötte Teodor Max Neal och Max Ferner                                           |                   | Folkteatern            |
| 1932 | Medverkande                 | Här va' de'!, revy Gösta Stevens och Kar de Mumma                               | Björn Hodell      | Södra Teatern          |
| 1932 |                             | Vi som går köksvägen Gösta Stevens                                              | Nils Lundell      | Södra Teatern          |
| 1933 | Sockerbagare Caramel        | De tre musketörerna Rudolf Schantzer, Ernst Welisch och Ralph Benatzky          | Nils Johannisson  | Oscarsteatern          |
| 1933 |                             | Lycka på resan! Max Bertusch, Kurt Schwabach och Eduard Künneke                 | Nils Johannisson  | Oscarsteatern          |
| 1933 | Greve Ferdinand Lichtenfels | Leendets land Franz Lehár                                                       | Gösta Ekman       | Oscarsteatern          |
| 1933 | Medverkande                 | Oss greker emellan Karl Gerhard                                                 |                   | Folkteatern            |
| 1933 |                             | Nymånen Oscar Hammerstein, Laurence Schwab, Frank Mandel och Sigmund Romberg    | Harry Stangenberg | Oscarsteatern          |
| 1934 | Bartucci                    | Paganini Paul Kneppler, Beda Jenbach och Franz Lehár                            | Harry Stangenberg | Oscarsteatern          |
| 1934 | Célestin Formant            | Bal på Savoy Paul Abraham, Alfred Grünwald och Fritz Löhner-Beda                | Gösta Ekman       | Oscarsteatern          |
| 1934 | Medverkande                 | Mitt vänliga fönster, revy Karl Gerhard                                         | Karl Gerhard      | Folkteatern            |
| 1934 |                             | En kvinna som vet vad hon vill Louis Verneuil, Alfred Grünwald och Oscar Straus | Nils Johannisson  | Oscarsteatern          |
| 1934 | Bambuschek                  | Furstinnan Jadja Alfred Grünwald, Ludwig Herzer och Robert Stolz                | Nils Johannisson  | Oscarsteatern          |
| 1936 | Medverkande                 | Köpmännen i Nordens Venedig, revy Karl Gerhard                                  |                   | Folkan                 |
| 1937 | Medverkande                 | Karl Gerhards vershus, revy Karl Gerhard                                        |                   | Folkan                 |
| 1943 |                             | Roberta Jerome Kern och Otto Harbach                                            | Leif Amble-Naess  | Oscarsteatern          |
| 1950 | Medverkande                 | Farväl till 40-talet, revy Kar de Mumma                                         | Sven Paddock      | Södra Teatern          |
| 1952 | Medverkande                 | Kyss mej Katie Karl Gerhard                                                     | Per Gerhard       | Chinateatern           |
| 1954 | Gustaf Adolf Killman        | Popperetten Bom Adolf Schütz, Paul Baudisch, Jules Sylvain och Gösta Rybrant    | Nils Poppe        | Vasateatern            |
| 1957 |                             | Morgondagens män Maxwell Anderson                                               | Gerda Wrede       | Svenska Teatern        |
| 1964 | Pastor Kimball              | Tolvskillingsoperan Kurt Weill och Bertolt Brecht                               | Hans Dahlin       | Stockholms stadsteater |
| 1966 | Medverkande                 | Nya Wermländingarne Sandro Key-Åberg                                            | Christian Lund    | Stockholms stadsteater |
| 1968 | Sir Francis Chesney         | Charleys Tant Brandon Thomas                                                    | Leif Amble-Næss   | Fredriksdalsteatern    |